# Patty i Selma Bouvier
Patrícia «Patty» Bouvier i Selma Bouvier Terwilliger Hutz McClure Stu Simpson D'Amico són personatges de la sèrie de dibuixos animats Els Simpson, creada per Matt Groening. La veu original d'ambdues és de Julie Kavner.
Patty i Selma són les germanes grans de Marge Simpson. Són bessones idèntiques, Selma és dos minuts més gran que Patty. Des del començament de la sèrie van demostrar un marcat disgust per Homer Simpson. Treballen en el departament de trànsit de Springfield. En diu Daniel Bossio: «Les germanes, que per diferents circumstàncies són dones solitàries i solteres, simbolitzen tot el contrari: odien Homer, odien la vida familiar, i detesten, perquè l’anhelen però no saben com trobar-la, tot allò que s’identifiqui amb la paraula felicitat.»
Fumen tot el dia, quan acaben un cigarret n'encenen un altre. A través de la sèrie es veu com l'origen de la seva addicció es remunta a llur adolescència.

## Generalitats
Des del començament de la sèrie va ser difícil parlar per separat de cadascuna de les germanes de Marge, ja que ambdues tenen pràcticament els mateixos hàbits i fins i tot treballen juntes al Departament de Trànsit. No obstant això, una de les majors diferències que es pot trobar és que Selma s'ha casat en, almenys, dues ocasions. La primera va ser a l'episodi Black Widower, on és conquistada pel maníac Sideshow Bob. Després de les noces, Selma va ser a punt de morir a les mans de Bob, ja que ell, sabent que ella no té sentit del gust ni de l'olfacte, deixa obert el gas perquè l'habitació on ellla és exploti a l'encendre un cigarret. Després d'això Apu Nahasapeemapetilon (abans de casar-se amb Manjula), li proposa matrimoni a Selma i ella no accepta perquè diu que no vol agregar-li un cognom més al seu nom, i damunt tan llarg com el de Apu. Després d'això diu: «D'ara endavant només em casaré per amor, potser una vegada més per diners».
El seu segon matrimoni va ser amb l'actor Troy McClure. El representant de Troy li va dir que per a millorar la seva imatge havia de casar-se, pel que va conquistar Selma i s'hi va casar. Selma pregunta a Troy si el seu matrimoni és de conveniència i ell li ho reconeix sense problema. La relació perdura durant un temps més però finalment Selma segueix els consells que li donen tant Patty com Marge i abandona Troy perquè aquest volia tenir un fill i Selma no va voler portar «un fill a una llar sense amor».
Selma, a l'episodi Goo Goo Gai Pa de la temporada 16, decideix adoptar un bebè anomenat Ling. A més té una iguana anomenada Jub-Jub.
Tant Homer com Patty i Selma no poden ni veure's. A les bessones no els importa gens l'estat de salut de Homer. Per exemple, en l'episodi Homer's Triple Bypass, de la temporada 4, mentre Homer està operat del cor i va ser a punt de morir, Patty i Selma li presenten un home a Marge i ella els diu: «el meu espòs encara viu!». En Mother Simpson, de la temporada 7, quan Homer fingeix la seva mort, Patty i Selma regalen a Marge una làpida per a col·locar a la tomba de Homer. Després esmenten que calia netejar-la per la terra,
 el que indica que l'havien comprat feia temps.
Patty i Selma comparteixen apartament. Respecte a la feina al Departament de Trànsit són poc professionals. Quan Bart va passar un dia amb les seves ties, li van contar que «a vegades no vam deixar que avanci la fila en tot el dia». En una escena posterior, Bart falsifica un permís de conduir amb el seu nom, a causa d'una negligència de Patty que li va dir «quan surtis, apaga la màquina (de treure foto-carnet)». Quan Homer va perdre la llicència de conduir, Patty i Selma no li van deixar passar la prova. Finalment Homer les salva de ser acomiadades del Departament de Trànsit i elles li deixen passar la prova.
Les germanes Bouvier tenen un fanatisme desmesurat per a la sèrie de televisió dels anys 80 MacGyver. A l'episodi Black Widower esmenten que mai en perden cap episodi. Quan Sideshow Bob es va burlar del personatge, Selma es va posar a plorar totalment desconsolada, llavors Bob va dir «Si et fa sentir millor que menteixi: Sí, m'encanta MacGyver!». En moltes altres ocasions es veu com ambdues s'empipen molt si algú parla malament de MacGyver.

### Unes diferències entre Patty i Selma
- El cabell de Patty està unit mentre que el de Selma està dividit en forma de M.[3]
- Patty porta un vestit de color rosa amb les mànigues curtes, collaret i sabates rosa. En canvi, Selma es vesteix de blau sense mànigues, collaret i sabates blaves.[3]
- Patty porta arracades triangulars color taronja i les de Selma són rodons i de color púrpura. En les primeres temporades Selma tenia arracades amb forma de S.[3]
- Selma no té sentit de l'olfacte ni del gust.[3]

## Relacions
En diversos episodis es deixa entendre que tant una com l'altra tenen una vida sexual molt activa. Per exemple, quan Marge els demana un vestit per a anar a una festa a un refinat club, diversos dels vestits són summament cenyits. Fins i tot Selma esmenta que s'havia vestit amb roba molt atrevida per anar a un funeral i que després va passar al seu guarda-roba habitual. En un altre episodi, quan Marge abandona Homer perquè aquest utilitza armes amb imprudència, va amb els nens a l'apartament de les germanes i Selma li diu que no els podien rebre perquè tenia una visita. Era un tècnic que arreglava la televisió amb qui Selma volia lligar. Per això, dona a Marge l'adreça d'un motel de mala mort i esmenta «un dia em vaig despertar allí i semblava un lloc agradable».

### Relació amb la família Simpson
De nena Marge era bastant dominada per Patty i Selma. Ambdues es burlaven del somni de Marge de ser astronauta, però llur relació va millorar amb els anys. Actualment són molt amigues, en diversos episodis les germanes visten la família Simpson. Patty i Selma són molt afectuoses amb els nebots. En l'episodi de la quarta temporada «Lisa's first word» (‘La primera paraula de Lisa’) en el qual es narra el naixement de Lisa, es veu com Patty i Selma estimen molt Bart i després també la nounada Llisa. En una ocasió, quan van tenir els nens a càrrec, tant Lisa com Bart es van disgustar molt quan les ties els van demanar que els fessin un massatge de peus. A més, quan aconsellaven Lisa sobre els homes, deia que «els homes són porcs», i posen d'exemple Homer. Com s'esmentava anteriorment, llur relació amb Homer no és gens cordial. Cap d'elles no triga a assenyalar els errors de Homer. Comparen en Homer amb «un home de les cavernes» capaç de bescanviar Maggie per una cervesa i una revista de nus. En diverses ocasions van intentar convèncer Marge que se'n divorciés.

### Relacions amoroses
Encara que són bessones idèntiques, en l'aspecte amorós ambdues són molt distintes. Selma va ser casada amb Sideshow Bob, Troy McClure, Lionel Hutz i Disco Stu. Va rebutjar casar-se amb Apu.
Aquesta diferència en la vida amorosa d'ambdues, es deu al fet que, segons Marge, Patty va triar una vida de celibat. Això es contradiu amb el comentari que els van fer ambdues a Marge: mentre veien una sèrie de televisió de Dones fàcils van dir «És com la nostra vida». En el cas de Selma, pel que sembla el seu celibat canvia segons l'època. Això explicaria que quan es va casar amb Troy McClure, Patty li demana «Què, ja no et diverteixes amb mi?». Fins i tot la seva imatge cap als altres sembla la d'una «dona fàcil». El senyor Burns comenta «Solter eh?, bo, ell passa la ‘Prova Selma’», donant a entendre que l'únic requisit per a sortir amb Selma és ser solter.
A l'episodi «Principal Charming», de la temporada 2, Patty va sortir un temps amb Seymour Skinner. Va rebutjar casar-s'hi a causa de l'estreta relació que té amb la seva germana i perquè tenia llàstima de deixar-la sola, encara que ella, deprimida, va festejar Barney Gumble.